# Neopaulia
Neopaulia là chi thực vật có hoa trong họ Apiaceae.